# Tuffy Neugen
Tuffy Neugen (Santos, 17 oktober 1898 - São Paulo, 4 december 1935) was een Braziliaanse voetballer.

## Biografie
Tuffy begon na zijn jeugdopleiding van AA Palmeiras bij Pelotas uit de staat Rio Grande do Sul. In 1920 keerde hij terug naar zijn geboortestad om er voor Santos te gaan spelen. In 1922 ging hij drie jaar voor de kleinere club Sírio spelen en een jaar later voor Palestra Itália, het huidige Palmeiras. Nadat hij terugkeerde naar Santos maakte hij in 1928 de overstap naar Corinthians. Bij deze club zou hij furore maken en drie keer het Campeonato Paulista winnen. Samen met verdedigers Pedro Grané en Armando Del Debbio vormde hij een befaamd verdedigerstrio. 
Tuffy overleed op amper 37-jarige leeftijd aan een dubbele longontsteking. 